# Condado de Steele (Dakota do Norte)
O Condado de Steele é um dos 53 condados do Estado americano da Dakota do Norte. A sede do condado é Finley, e sua maior cidade é Finley. O condado possui uma área de 1 853 km² (dos quais 8 km² estão cobertos por água), uma população de 2 258 habitantes, e uma densidade populacional de 1,3 hab/km² (segundo o censo nacional de 2000).